# Glenea gedeensis
Glenea gedeensis là một loài bọ cánh cứng trong họ Cerambycidae.